# Rafael Rullán
Rafael Rullán Ribera (* 8. Januar 1952 in Palma; † 4. Mai 2025) war ein spanischer Basketballspieler. Er verbrachte den größten Teil seiner Laufbahn bei Real Madrid und ist mit acht internationalen und 24 nationalen Titeln einer der erfolgreichsten spanischen Basketballspieler aller Zeiten.

## Laufbahn
Rafael Rullán gelangte im Jahr 1967 in die Jugend des spanischen Rekordmeisters Real Madrid. Am 2. Juni 1969 feierte der damals erst 17-jährige Center im Endspiel der Copa del Rey gegen Joventut de Badalona sein Profidebüt, das Spiel ging mit 81:82 verloren. In seiner ersten kompletten Saison im Profikader konnte er bereits mit seiner Mannschaft das Double aus Liga und Pokal erobern. Anfangs im Schatten des Star-Centers Clifford Luyk, entwickelte er sich jedoch schnell zu einer wichtigen Stütze in der von Pedro Ferrándiz trainierten Mannschaft. Seine physischen Defizite unter dem Korb, er wog bei einer Größe von 207 cm nur etwa 95 kg, kompensierte Rullán mit seiner guten Wurftechnik, die ihn auch außerhalb der Zone zu einem gefährlichen Gegner machte, eine Eigenschaft, die zu seiner Zeit selten unter Centern war.
Der erste internationale Titel gelang ihm mit seiner Mannschaft im Europapokal der Landesmeister 1973/74, bei dem Real Madrid sich im Endspiel mit 84:82 gegen den größten Gegner der damaligen Zeit, Pallacanestro Varese um Dino Meneghin, durchsetzen konnte. Nach zwei Finalniederlagen gegen die Italiener im höchsten europäischen Bewerb 1974/75 und 1975/76, konnte sich Rullán mit Real Madrid in der Spielzeit 1977/78 durch ein 75:67 im Endspiel erneut gegen Varese durchsetzen. Im Finale des Europapokals der Landesmeister 1979/80 in Berlin schließlich bestach der spanische Center, war mit 27 Punkten der beste Werfer seiner Mannschaft und verhalf seinem Team zum 89:85 Triumph gegen Maccabi Tel Aviv.
Durch die Ankunft von Fernando Martín im Jahr 1981 und nach mehreren Fußverletzungen nahm die Rolle von Rafael Rullán in der Mannschaft zwar ab, doch er blieb seinem Klub weiterhin treu und konnte in der Spielzeit 1983/84 durch ein 82:81 gegen Olimpia Milano den Europapokal der Pokalsieger erobern.
Im Jahr 1987 wechselte er innerhalb der Liga ACB zum Lokalrivalen CB Collado Villalba, wo er seine Karriere ausklingen ließ. Insgesamt brachte es Rafael Rullán beim spanischen Rekordmeister Real Madrid in 18 Spielzeiten auf 24 nationale und acht internationale Titelerfolge, womit er einer der erfolgreichsten Spieler des Vereins und des spanischen Basketballs ist. Nach seiner aktiven Laufbahn wirkte Rullán bei den „Königlichen“ von 1991 bis 1999 als Technischer Delegierter der ersten Mannschaft und ist bis heute in der klubeigenen Stiftung Fundación Real Madrid tätig.
Er starb am 4. Mai 2025 im Alter von 73 Jahren.

### Nationalmannschaft
Rafaél Rullán bestritt als Junior mit Spanien im Jahr 1970 die U-19-Europameisterschaft, die Iberer beendeten das Turnier auf dem fünften Rang. Am 11. Mai 1971 feierte er schließlich in einem Freundschaftsspiel gegen Belgien sein Debüt im A-Nationalteam. Seine erste Medaille gewann er mit Spanien bei der Europameisterschaft 1973, wo sein Team erst im Endspiel mit 67:78 an Jugoslawien scheiterte. Darüber hinaus stand er auch im Aufgebot seines Landes für die EM-Endrunden 1971, 1975, 1977, 1979 und 1981. Mit den Iberern bestritt Rullán die Olympischen Spiele 1972 in München, sein Team belegte jedoch nur den enttäuschenden 11. Platz. Bei der Weltmeisterschaft 1974 erreichte er mit Spanien den fünften Rang.
Insgesamt bestritt Rullán von 1971 bis 1981 162 Spiele mit der spanischen Nationalmannschaft.

## Erfolge
Real Madrid
- Europapokal der Landesmeister (3): 1973/74, 1977/78, 1979/80
- Europapokal der Pokalsieger: 1983/84
- Intercontinental Cup/Basketball Klub-WM (4): 1976, 1977, 1978, 1981
- Spanischer Meister (14): 1969/70, 1970/71, 1971/72, 1972/73, 1973/74, 1974/75, 1975/76, 1976/77, 1978/79, 1979/80, 1981/82, 1983/84, 1984/85, 1985/86
- Spanischer Pokalsieger (9): 1969/70, 1970/71, 1971/72, 1972/73, 1973/74, 1974/75, 1976/77, 1984/85, 1985/86
- Supercupsieger: 1984/85

Nationalmannschaft
- Basketball-Europameisterschaft 1973: Silber